# Mentale Chronometrie
Der Begriff Mentale Chronometrie wurde im 19. Jahrhundert geprägt und beschreibt heute einen Forschungsansatz innerhalb der Kognitionspsychologie. Dabei steht die Frage im Vordergrund, wie mentale Prozesse zeitlich organisiert und aufeinander abgestimmt sind. Die Analyse von Reaktionszeiten nimmt hierbei eine zentrale Stellung ein. Die Mentale Chronometrie erlebte mit der kognitiven Wende in den 1960er Jahren eine große Wiederbelebung. Seither wurden zahlreiche Methoden und Modelle zur Interpretation der Reaktionszeit entwickelt.
In der Bildgebung werden Zeitabläufe mittels Funktioneller Magnetresonanztomographie erfasst (fMRT-basierte mentale Chronometrie).
Zu den Pionieren im 19. Jahrhundert zählen Francis Galton und Frans Cornelis Donders (1868, Donders Subtraktionsmethode). Beiträge im 20. Jahrhundert stammen unter anderem von Saul Sternberg, William Edmund Hick (Hicksches Gesetz) und Michael Posner.